# Championnats d'Europe de patinage de vitesse sur piste courte 2002
Navigation
Édition précédente Édition suivante
Les Championnats d'Europe  de patinage de vitesse sur piste courte 2002 se déroulent à Grenoble en France entre le 11 janvier 2002 et le 13 janvier 2002. L'événement est géré par l'Union internationale de patinage.
Il y a douze épreuves au total : six pour les hommes et six pour les femmes. Les différentes distances sont le 500 mètres, le 1 000 mètres, le 1 500 mètres, le 3 000 mètres, les relais masculin et féminin ainsi qu'un titre décerné au meilleur patineur sur l'ensemble des épreuves.

## Palmarès
| Épreuves        | Or                     | Or             | Argent                    | Argent         | Bronze                    | Bronze         |
| --------------- | ---------------------- | -------------- | ------------------------- | -------------- | ------------------------- | -------------- |
| Hommes          |                        |                |                           |                |                           |                |
| 500 m           | Nicola Rodigari (ITA)  | 43 s 010       | Nicola Franceschina (ITA) | 43 s 057       | Fabio Carta (ITA)         | 43 s 889       |
| 1 000 m         | Fabio Carta (ITA)      | 1 min 32 s 915 | Bruno Loscos (FRA)        | 1 min 33 s 192 | Nicola Rodigari (ITA)     | 1 min 33 s 204 |
| 1 500 m         | Fabio Carta (ITA)      | 2 min 20 s 849 | Nicola Rodigari (ITA)     | 2 min 21 s 041 | Nicola Franceschina (ITA) | 2 min 22 s 392 |
| 3 000 m         | Fabio Carta (ITA)      | 5 min 03 s 098 | Bruno Loscos (FRA)        | 5 min 06 s 567 | Nicola Rodigari (ITA)     | 5 min 09 s 385 |
| Relais 5 000 m  | Italie                 | 7 min 20 s 752 | Belgique                  | 7 min 22 s 452 | Allemagne                 | 7 min 33 s 232 |
| Toutes épreuves | Fabio Carta (ITA)      |                | Nicola Rodigari (ITA)     |                | Bruno Loscos (FRA)        |                |
| Femmes          |                        |                |                           |                |                           |                |
| 500 m           | Evgenia Radanova (BUL) | 45 s 565       | Mara Zini (ITA)           | 45 s 673       | Marta Capurso (ITA)       | 46 s 767       |
| 1 000 m         | Evgenia Radanova (BUL) | 1 min 38 s 167 | Joanna Williams (GBR)     | 1 min 38 s 626 | Katia Zini (ITA)          | 1 min 38 s 711 |
| 1 500 m         | Evgenia Radanova (BUL) | 2 min 48 s 183 | Joanna Williams (GBR)     | 2 min 48 s 658 | Mara Zini (ITA)           | 2 min 48 s 720 |
| 3 000 m         | Evgenia Radanova (BUL) | 6 min 14 s 786 | Mara Zini (ITA)           | 6 min 15 s 037 | Joanna Williams (GBR)     | 6 min 15 s 149 |
| Relais 3 000 m  | Italie                 | 4 min 29 s 255 | Bulgarie                  | 4 min 31 s 030 | Allemagne                 | 4 min 31 s 885 |
| Toutes épreuves | Evgenia Radanova (BUL) |                | Mara Zini (ITA)           |                | Joanna Williams (GBR)     |                |

## Tableau des médailles
| Rang | Nation          | Or | Argent | Bronze | Total |
| ---- | --------------- | -- | ------ | ------ | ----- |
| 1    | Italie          | 7  | 6      | 7      | 20    |
| 2    | Bulgarie        | 5  | 1      | 0      | 6     |
| 3    | Grande-Bretagne | 0  | 2      | 2      | 4     |
| 4    | France          | 0  | 2      | 1      | 3     |
| 5    | Belgique        | 0  | 1      | 0      | 1     |
| 4    | Allemagne       | 0  | 0      | 2      | 2     |